# Lous Martin
Louise Annemariet (Lous) Martin (Caracas, 3 augustus 1945) is een beeldend kunstenaar die actief was als sieraadontwerper en galeriehouder.

## Biografie
Martin is opgeleid aan de Hogeschool voor de Kunsten te Arnhem en vervolgens aan de Gerrit Rietveld Academie te Amsterdam. In 1969 startte zij samen met Hans Appenzeller Galerie Sieraad in Amsterdam, deze werd op 20 september geopend door Wim Crouwel. Het was de eerste galerie in Nederland die zich had gespecialiseerd in het sieraad. In de galerie werd gestreefd naar een permanent overzicht van recent werk van Nederlandse edelsmeden en sieraadontwerpers. Er was veel aandacht voor het gebruik van nieuwe materialen zoals kunststof. Traditionele materialen als goud en zilver uit het juweliersgenre werden in de galerie niet gemeden, maar golden wel als verdacht. Op 1 maart 1975 werd de galerie officieel gesloten, waarna Martin zich weer toelegde op vervaardiging van eigen sieraden, waarbij zij als een van de eersten gebruik maakte van textiel. In 1996 nam Martin Galerie Trits te Delft over (gestart door Laura Bakker en Ger Boekestein), die zij tot aan haar pensionering in 2011 onder de naam Galerie Lous Martin runde.
Martin gaf gastlessen aan de Gerrit Rietveld Academie (1983-1991), ze was lid van de Vereniging van Edelsmeden en Sieraadontwerpers (1984-1992) en vervulde daar diverse bestuursfuncties.